# Bariaka pamelae
Bariaka pamelae är en kräftdjursart. Bariaka pamelae ingår i släktet Bariaka och familjen Eudactylinidae. Inga underarter finns listade i Catalogue of Life.